# Jerzy Olszowski

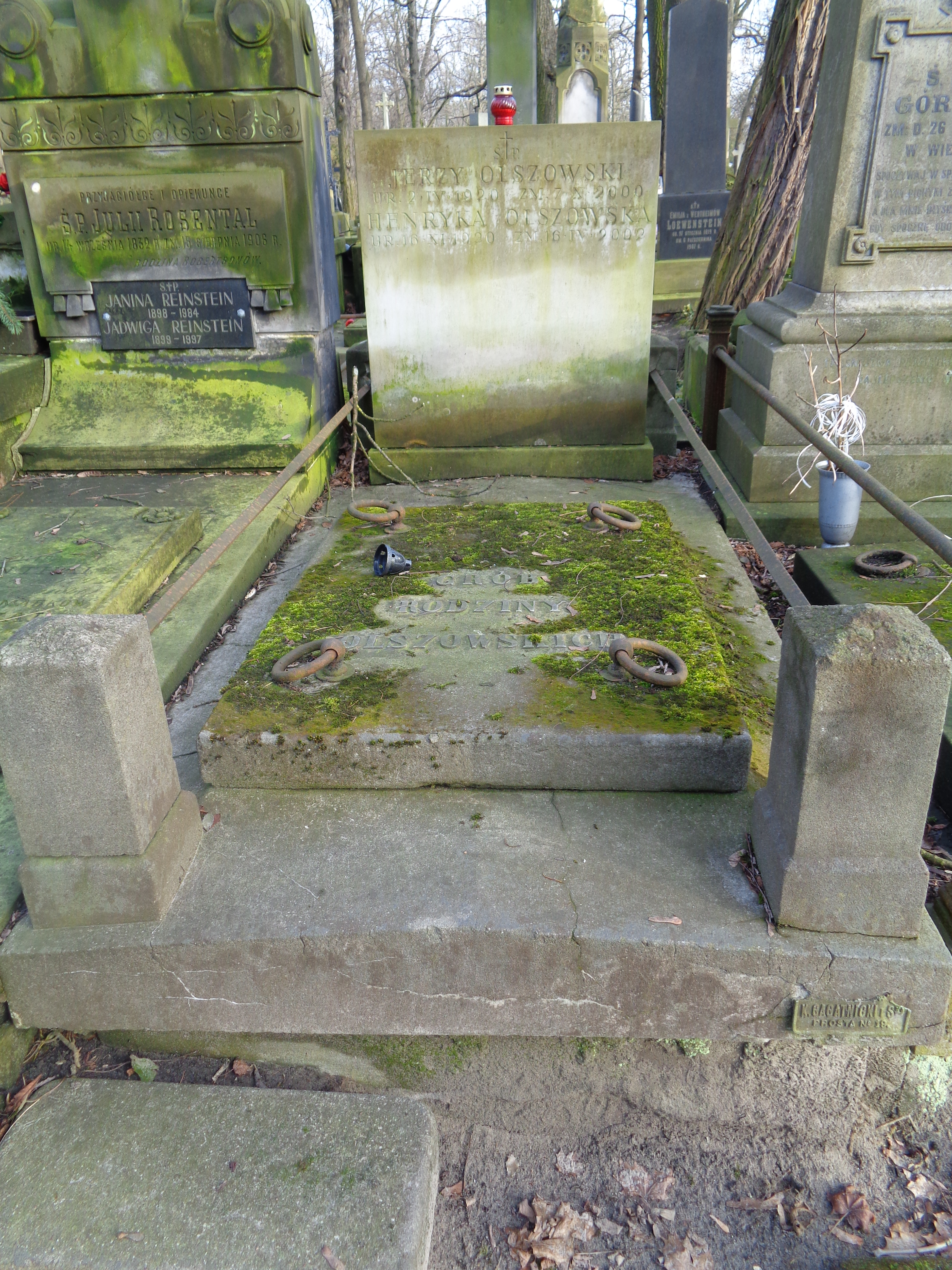
Grób Jerzego Olszowskiiego na cmentarzu Powązkowskim

Jerzy Olszowski (ur. 2 kwietnia 1920 w Wilnie, zm. 7 października 2000) – polski działacz sportowy, prezes Polskiego Związku Tenisowego.

## Życiorys
Był zawodnikiem, a następnie działaczem sekcji tenisowych WLKT Warszawa, AZS Kraków, KS BOS Warszawa i Legii Warszawa, prezesem Okręgowego Związku Tenisowego w Warszawie. W latach 1948–1949 był sekretarzem, w latach 1949-1951 wiceprezesem Polskiego Związku Tenisowego. Po likwidacji związku w 1951 został przewodniczącym Sekcji Tenisa przy Głównym Komitecie Kultury Fizycznej. Po reaktywacji PZT w 1957 został wiceprezesem związku, w latach 1959-1960 był jego prezesem, następnie ponownie wiceprezesem.
Z zawodu był inżynierem budownictwa, m.in. kierował budową Elektrociepłowni Siekierki, należał do kierownictwa budowy Kombinatu turoszowskiego.
W PRL był odznaczony Krzyżem Kawalerskim Orderu Odrodzenia Polski. W 1987 otrzymał medal Kalos Kagathos.
Jest pochowany na cmentarzu Powązkowskim w Warszawie (kwatera 30-6-26).